# Westport (CDP, New York)
Pour les articles homonymes, voir Westport.
Westport est une census-designated place du comté d'Essex, dans l'État de New York, aux États-Unis,. En 2020, elle compte une population de 518 habitants.